# Df (Unix)

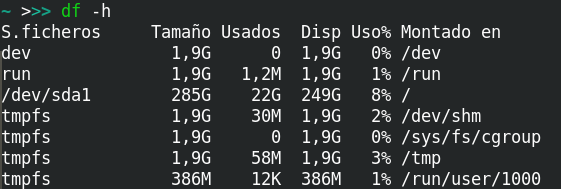
Captura de pantalla de la salida del comando df -h

El comando df muestra el uso del disco duro y otras informaciones como punto de montaje y sistema de ficheros.

## Opciones más comunes
- -k Utiliza unidades de 1024 bytes en vez de las determinadas de 512 bytes para mostrar el uso de disco
- -P Produce una salida en el formato descrito en la sección de la salida estándar (STDOUT)
- -t Incluye todas las cifras del espacio asignado
- -i Muestra los i-nodos usados y disponibles
- -h Muestra espacio en unidades comunes(KB, MB o GB)
- -T Imprimir el tipo de sistema de archivos

Si no se indica ninguna opción, muestra el espacio usado.

## Ejemplos
```
df -h
```

Produce la siguiente salida:
```
S.ficheros     Tamaño Usados  Disp Uso% Montado en
dev              1,9G      0  1,9G   0% /dev
run              1,9G   1,2M  1,9G   1% /run
/dev/sda1        285G    21G  249G   8% /
tmpfs            1,9G    80M  1,9G   5% /dev/shm
tmpfs            1,9G      0  1,9G   0% /sys/fs/cgroup
tmpfs            1,9G    50M  1,9G   3% /tmp
tmpfs            386M    48K  386M   1% /run/user/1000
```

```
df -hT /etc
```

Produce la siguiente salida:
```
S.ficheros     Tipo Tamaño Usados  Disp Uso% Montado en
/dev/sda1      ext4   285G    21G  249G   8% /
```